# 李斯丹妮
李斯丹妮（1990年4月26日—），四川成都人，回族，中国唱跳女歌手及演员，中国女子音乐组合X-SISTER成员；毕业于四川艺术职业学院；2011年获湖南卫视《快乐女声》第六名出道。

## 主要经历
- 2009年 获得成都电视台《舞动嘉年华》总决赛10强
- 2010年 获得青年国际才艺大赛总决赛街舞类银奖
- 2011年 参加湖南卫视《快乐女声》获得成都6强、全国第六名[1]；同年参与电影《观音山》拍摄剧中角色被范冰冰强吻备受瞩目[2]；
- 2012年 主要往影视方向发展，主演电影《热血街头》[3]
- 2013年 主演电影《暴走吧，女人》[4]及《再见火锅》
- 2014年 主演电影《缘来是游戏》，并担任江苏卫视《花样年华》[5]栏目长期嘉宾
- 2020年 参加芒果娱乐《乘风破浪的姐姐》，获得第四名，成团成功。与宁静、万茜、孟佳、张雨绮、郁可唯、黄龄组成 “X-Sister”

## 影视作品

### 电视剧/网络剧
| 首播年度 | 剧名           | 扮演角色 | 备注   |
| -------- | -------------- | -------- | ------ |
| 2020     | 《亲爱的续杯》 | 陆心语   | 网络剧 |
| 2022     | 《消失的孩子》 | 张叶     |        |

### 电影
| 上映时间   | 电影             | 扮演角色 | 备注 |
| ---------- | ---------------- | -------- | ---- |
| 2011-03-04 | 《观音山》       | 客串     |      |
| 2012-07-20 | 《热血街头》     | 李斯     |      |
| 2013-03-08 | 《暴走吧，女人》 | 牛牛     |      |
| 2014-05-23 | 《缘来是游戏》   | 陆薇薇   |      |

### 微电影
| 上映时间   | 微电影       | 扮演角色 | 备注 |
| ---------- | ------------ | -------- | ---- |
| 2011-10-11 | 《光明骑士》 | 李斯     |      |
| 2013-05-28 | 《再见火锅》 | 姚霜     |      |

### 常駐綜藝
| 日期              | 電視台   | 節目名稱                    | 角色     | 備註                                                                                               |
| 2013年            |          |                             |          | |
| 3月4日－5月1日    | 東方衛視 | 《舞林大會第五季》          | 參賽者   | 以明星舞蹈競技為主題的綜藝節目                                                                     |
| 2014年            |          |                             |          | |
| 5月12日－8月1日   | 江蘇衛視 | 《花樣年華第二季》          | 固定嘉賓 | 明星勵志真人秀                                                                                     |
| 2016年            |          |                             |          | |
| 6月19日－9月4日   | 江蘇衛視 | 《蓋世英雄》                | 明星隊員 | 將經典歌曲進行電音改編，用各自的方式在舞台上進行呈現                                               |
| 2018年            |          |                             |          | |
| 12月1日－12月22日 | 芒果TV   | 《天生音雄》                | 主要嘉賓 | 節目又名《京東校園之星天生音雄》, 是由京東文化娛樂和芒果TV聯合出品的音樂真人秀節目                 |
| 2020年            |          |                             |          | |
| 6月12日－9月4日   | 芒果TV   | 《乘風破浪的姐姐 (第一季)》 | 參賽者   | 芒果TV推出的女團成長綜藝節目                                                                       |
| 10月23日－9月4日  | 芒果TV   | 《姐姐的愛樂之程》          | 主要嘉賓 | 《乘風破浪的姐姐》成團後的首個綜藝節目                                                             |
| 2021年            |          |                             |          | |
| 4月15日－7月8日   | 湖南衛視 | 《鮮廚100第二季》           | 主要嘉賓 | 由湖南衛視原創美食少年先鋒成長試煉記節目                                                           |
| 4月17日－7月10日  | 湖南衛視 | 《媽媽，你真好看》          | 固定嘉賓 | 湖南衛視推出的中國首檔關注女性銀髮族節目, 李斯丹妮母親也是嘉賓之一                                 |
| 8月8日－10月10日  | 江蘇衛視 | 《蒙面舞王第二季》          | 參賽選手 | 蒙面類舞蹈競演節目                                                                                 |
| 9月10日－11月12日 | 優酷     | 《拳力以赴的我們》          | 參賽選手 | 拳擊競技明星體驗真人秀                                                                             |
| 2022年            |          |                             |          | |
| 6月17日－9月2日   | 湖南衛視 | 《花兒與少年第四季·露營季》 | 主要嘉賓 | 由湖南衛視推出的自助遠行真人秀節目                                                                 |
| 2023年            |          |                             |          | |
| 6月10日－8月26日  | 芒果TV   | 《全員加速中2023》          | 加速隊員 | 2022年，湖南衛視宣布將時隔7年復辦全員加速中，在2023年6月10日播出，以先網後台的模式播出             |
| 2024年            |          |                             |          | |
| 10月11日－        | 芒果TV   | 《時光音樂會 (第四季)》     | 主要嘉賓 | 邀請到張含韵、何潔、尚雯婕、李霄云、李斯丹妮等“時光女生”重聚舞台，攜手唱響中國國内音綜20年經典歌曲 |

### 綜藝
| 日期       | 電視台                 | 角色       | 節目名稱                     | 備註 |
| 2014.01.02 | 湖南衛視               | 參演嘉賓   | 《百變大咖秀-第五季》        | 第5、9期 |
| 2016.03.19 | 湖南衛視               | 嘉賓       | 《敢ZUO敢為女聲秀》          | 第1期 |
| 2019.05.18 | 優酷                   | 參賽者     | 《這！就是街舞-第二季》      | |
| 2019.07.07 | 湖南衛視               | 嘉賓       | 《瘋狂的麥咭-第六季》        | 第5期 |
| 2020.05.09 | 浙江衛視               | 飛行合夥人 | 《天賜的聲音-第一季》        | 第11期 |
| 2020.08.27 | 愛奇藝                 | 嘉賓       | 《未知的餐桌》               | 第11期，飯友團團員: 郁可唯、李斯丹妮 |
| 2020.10.02 | 湖南衛視               | 嘉賓       | 《嗨唱轉起來-第二季》        | 第3、4期，第3期與沈夢辰合作演唱《Tell Me》, 節目中段與其他嘉賓有舞蹈表演; 第4期與白冰合作演唱《愛我的請舉手》、 與王晨藝、張戀歌合作演唱《火力全開》 |
| 2020.10.17 | 湖南衛視               | 嘉賓       | 《快樂大本營2020》           | 首登快樂大本營舞台 |
| 2020.10.28 | 芒果TV                 | 飛行嘉賓   | 《女兒們的戀愛-第三季》      | 第5、6期 |
| 2020.11.06 | 芒果TV                 | 嘉賓       | 《姐姐的驚喜芒盒》           | 第1期，《姐姐的愛樂之程》衍生節目 |
| 2020.11.26 | 騰訊視頻               | 嘉賓       | 《出逃兩日又如何》           | 第2期 |
| 2020.12.26 | 湖南衛視               | 嘉賓       | 《快樂大本營2020》           | |
| 2021.01.02 | 中國中央電視台綜合頻道 | 經典傳唱人 | 《經典詠流傳-第四季》        | 第8期，演唱唐朝詩人李白的《俠客行》 |
| 2021.01.09 | 湖南衛視               | 嘉賓       | 《快樂大本營2021》           | |
| 2021.01.22 | 湖南衛視               | 幫唱嘉賓   | 《乘風破浪的姐姐-第二季》    | 第8、9、10期 |
| 2021-01-24 |                        | 嘉賓       | 《2020王者榮耀年度頒獎典禮》 | 在“全是明星表演賽”環節，與李斯丹妮、金晨、孟佳、郁可唯、張含韻五名姐姐組成的“微視電競星戰隊”                                                         |
| 2021.01.28 | 湖南衛視               | 飛行嘉賓   | 《你真的太棒了》             | 第2期 |
| 2021.01.29 | 湖南衛視               | 參演嘉賓   | 《百變大咖秀-第六季》        | 第1期 |
| 2021.03.06 | 芒果TV                 | 嘉賓       | 《芒果新星班之了不起的藝能》 | 第6期 |
| 2021.06.12 | 優酷                   | 飛行嘉賓   | 《象牙山愛逗團》             | 第4、5期 |
| 2021.07.30 | 湖南衛視               | 飛行嘉賓   | 《中餐廳-第五季》            | 第11期 |
| 2022.04.16 | 優酷                   | 特別來賓   | 《了不起！舞社》             | |
| 2022.07.15 | 湖南衛視               | 助攻師姐   | 《 乘風破浪的姐姐-第三季》   | 第9期 |
| 2022.12.23 | 湖南衛視               | 時光好友   | 《時光音樂會第二季》         | 孫悅專場 |
| 2023.12.02 | 芒果TV                 | 嘉賓歌手   | 《聲生不息·家年華》          | 新春特輯 |
| 2024.06.07 | 優酷                   | 飛行嘉賓   | 《這是我的島》               | 第9期 |
| 2024.07.13 | 愛奇藝                 | 幫唱女神   | 《新說唱2024》               | 第11期 |
| 2024.09.05 | 湖南衛視               | 嘉賓       | 《去“湘”當有味的地方第二季》 | 第5期 |

## 音乐作品

### 個人專輯/EP
| 發表日期   | 名稱       | 發行公司 | 曲目 |
| 2017.12.25 | 《Animal》 | 天娛傳媒 | 曲目 1. 野蠻 2. Love&Kiss 3. Good Morning 4. Animal 5. Animal（Remix版）                                                                           |
| 2019.01.03 | 《李扯火》 | 天娛傳媒 | 曲目 1. 李扯火 2. Barbies Know Know（與艾菲合作） 3. Blabla 4. 力                                                                                  |
| 2021.11.23 | 《ALICE》  | 天娛傳媒 | 曲目 1. Alice 2. DOOOO 3. 美了沒（與黃齡合作） 4. 凍結時間                                                                                         |
| 2022.10.13 | 《HEAT》   | 天娛傳媒 | 曲目 1. HEAT 2. Mon Amour 3. DaDiDa 4. Emotions 5. HEAT（和聲伴奏版） 6. Mon Amour（和聲伴奏版） 7. DaDiDa（和聲伴奏版） 8. Emotions（和聲伴奏版） |
| 2023.11.30 | 《META》   | 天娛傳媒 | 曲目 1. Selena 2. Lee 3. Luna 4. Meta 5. Selena（伴奏版） 6. Lee（伴奏版） 7. Luna（伴奏版） 8. Meta（伴奏版）                                     |

### 單曲
| 發表時間 | 單曲名稱           | 備註                                  |
| 2011年   |                    |                                       |
| 11月8日  | 《又怎樣》         | 收錄於2011快樂女聲合輯《Baby Sister》 |
| 2013年   |                    |                                       |
| 11月8日  | 《DV》             | 與江映蓉合唱                          |
| 2014年   |                    |                                       |
| 12月8日  | 《請叫我女王殿下》 |                                       |
| 2015年   |                    |                                       |
| 3月25日  | 《Boring》         |                                       |
| 12月14日 | 《Sdannylee》      |                                       |
| 2019年   |                    |                                       |
| 6月1日   | 《Shaking Island》 |                                       |
| 2019年   |                    |                                       |
| 1月18日  | 《Awesome》        |                                       |
| 12月11日 | 《我就是不想熬夜》 |                                       |
| 12月31日 | 《Dance Some》     |                                       |
| 2020年   |                    |                                       |
| 1月16日  | 《走丢》           |                                       |
| 12月8日  | 《姐不會先出手》   |                                       |
| 2021年   |                    |                                       |
| 4月27日  | 《Say Ya》         | 與張新成、Fox合唱                     |
| 2023年   |                    |                                       |
| 1月6日   | 《鯨與風》         |                                       |
| 2024年   |                    |                                       |
| 10月25日 | 《上癮》           |                                       |

### 影視/綜藝歌曲
| 發表時間 | 歌曲名稱           | 影視/綜藝作品                      | 備註 |
| 2011年   |                    |                                    | |
| 7月15日  | 《武裝》           | 《快樂女聲》2011届的主題曲         | |
| 2013年   |                    |                                    | |
| 12月20日 | 《詠春style》      | 電影《緣來是遊戲》插曲             | |
| 2014年   |                    |                                    | |
| 9月15日  | 《熱血六十秒》     | 網路劇《炫斗密令》主題曲           | |
| 2018年   |                    |                                    | |
| 7月30日  | 《Sexy Body》      | 電影《美麗戰爭》插曲               | |
| 2020年   |                    |                                    | |
| 10月3日  | 《木蘭：橫空出世》 | 電影《木蘭：橫空出世》同名主題曲   | |
| 12月3日  | 《狐狸怎么叫》     | 電影《赤狐書生》推廣曲             | 與黄齡、張含韵共同演唱 |
| 12月15日 | 《天生一對》       | 電視劇《這就是生活》主題曲         | |
| 2021年   |                    |                                    | |
| 1月22日  | 《你我皆王者》     | 2020王者榮耀冬季冠军杯女子電競戰歌 | 與金晨、孟佳、郁可唯、張含韵共同演唱 |
| 5月15日  | 《媽媽 恰恰》      | 綜藝《妈妈，你真好看》主題曲       | 與鍾梓娟、羅雅萍、劉芸、呂靜、吳昕、尚丹丹、孫怡、曉曉、宋妍霏、杭天琪、張雅涵、范姜、鍾嘉晴、張凱麗、張可盈 、楊素勤、張馨予、李穎、閔嘉欣共同演唱 |
| 2022年   |                    |                                    | |
| 6月18日  | 《花兒與少年》     | 綜藝《花兒與少年第四季》主題曲     | 與張凱麗、劉敏濤、楊冪、趙今麥、韓東君、丁程鑫共同演唱                                                                                              |
| 2023年   |                    |                                    | |
| 1月28日  | 《雙行味道》       | 綜藝《澳門雙行線》主題曲           | 與井朧共同演唱 |

### 合作歌曲
| 發表時間 | 單曲名稱                    | 合作歌手    | 備註                     |
| 2016年   |                             |             |                          |
| 6月19日  | 《十面埋伏》                | 艾菲        |                          |
| 9月4日   | 《蘭花草》                  | 艾菲        | 《蓋世英雄》第11期       |
| 2017年   |                             |             |                          |
| 9月18日  | 《Bad Girls Need Love Too》 | 艾菲、BLOW  |                          |
| 2021年   |                             |             |                          |
| 8月2日   | 《So Fresh》                | 容祖兒      |                          |
| 12月30日 | 《順著風的方向》            | 希林娜依·高 | 同名專輯《順著風的方向》 |

### 舞台表演
| 日期     | 節目名稱                                   | 舉行地點                                | 作品 |
| 2012年   |                                            |                                         | |
| 1月23日  | 2012江蘇衛視龍年春節聯歡晚會               | 江蘇衛視                                | 與蔡國慶演唱《對你愛不完》、《我只在乎你》 |
| 2014年   |                                            |                                         | |
| 12月31日 | 湖南衛視2014-2015跨年晚會                  | 廣州國際體育演藝中心                    | 演唱《請叫我女王陛下》, 與李菲兒合作演唱《Bang Bang》 |
| 2020年   |                                            |                                         | |
| 8月9日   | 2020青春芒果夜                             | 芒果TV                                  | 與金莎、白冰、黃齡、孟佳、王霏霏、朱婧汐、藍盈瑩合作演唱《無價之姐》; 與白冰、丁噹、王智、海陸、孟佳、王霏霏、朱婧汐、藍盈瑩、太一合作演唱《我怎麼這麼好看》 |
| 8月18日  | 2020汽車之家818全球汽車夜                  | 湖南衛視                                | 與其他嘉賓合作演唱開場歌曲《一起出發》; 並與孟佳、王霏霏、沈夢辰、郁可唯、張含韻、黃曉明合作演唱《明天的煩惱交給明天》、《無價之姐》                         |
| 11月10日 | 2020拼多多1111超拼夜晚會                   | 湖南衛視                                | 演唱《將軍》 |
| 12月6日  | QQ音樂撲通心動表彰大會Boom Boom Award 2020 | 上海梅奔中心                            | 演唱《蘭花草》 |
| 12月12日 | 2020雙十二晚會                             | 湖南衛視                                | 與張含韻合作演唱《中國製造》 |
| 12月18日 | 明星大偵探第六季「NZND頂牛演唱會」         | 湖南衛視                                | 演唱《Shaking Island》, 與黄明昊合作演唱《星球墮落》 |
| 12月31日 | 湖南衛視2020-2021跨年晚會                  | 海口五源河體育場                        | 女團X-Sister演唱《Lady Land》 |
| 2021年   |                                            |                                         | |
| 1月24日  | 2020王者榮耀年度頒獎典禮                   | 深圳灣體育中心                          | 與金晨、孟佳、郁可唯、張含韻合作演唱《你我皆王者》 |
| 3月6日   | 2021我樂315品牌日暨2021春季新品首發大賞    | 天貓直播                                | 演唱《李扯火》、《Shaking Island》、《Love & Kiss》 |
| 7月1日   | 偉大征程                                   | 國家體育場                              | 與吉克雋逸、金池、徐彬、尚雯婕合作演唱《假如你要認識我》 |
| 8月17日  | 抖音新潮好物夜                             | 湖南衛視                                | 與張欣堯合作演唱《表白》 |
| 8月18日  | 2021汽車之家818全球汽車夜                  | 湖南衛視                                | 演唱《漂移》 |
| 9月21日  | 2021湖南衛視中秋之夜                       | 湖南衛視                                | 演唱《粉紅色的回憶》 |
| 10月6日  | 小芒種花夜                                 | 湖南衛視                                | 與張晉、高瀚宇合作演唱《本草綱目》、《蘭花草》 |
| 10月15日 | 2021抖音美好奇妙夜                         | 南京                                    | 與金晨、張含韻合作演唱《瀟灑小姐》 |
| 11月10日 | 2021湖南衛視11.11超拼夜                    | 湖南衛視                                | 演唱《Alice》、並與孟佳合作演唱《Shining Diamond》 |
| 12月31日 | 湖南衛視2021-2022跨年晚會                  | 湖南國際會展中心                        | 與程瀟合作演唱《別認慫》 |
| 2022年   |                                            |                                         | |
| 1月10日  | 小芒年貨節                                 | 芒果TV                                  | 與沈夢辰、王霏霏合作演唱《危險派對》 |
| 2月2日   | 偵心偵意新春演唱會                         | 芒果TV                                  | 演唱《Doooo》、與孟佳合作演唱《I'm not yours》 |
| 2月15日  | 2022湖南衛視元宵喜樂會                     | 湖南衛視                                | 與白舉綱合作演唱《醉拳》 |
| 4月2日   | 雲裳曉芒之夜暨2022小芒漢服節               | 芒果TV                                  | 演唱《Doooo》、《Alice》 |
| 9月8日   | 2022京東超市·星品之夜                      | 芒果TV                                  | 演唱《姐不會先出手》 |
| 10月6日  | 小芒種花夜·可愛冠軍的誕生                  | 湖南衛視                                | 與馬頔演唱《火辣的毛血旺》 |
| 10月14日 | 這十年·追光之夜                            | 芒果TV                                  | 與王祖藍、劉愷威演唱《共同家園》 |
| 12月16日 | YSL鎏金派對                                | 三亞國際免稅城直播                      | 演唱《DOOOO》、《姐不會先出手》 |
| 12月18日 | 歡樂中國年·2022我要上春晚                  | 中央廣播電視總台                        | 演唱《美了沒》 |
| 12月31日 | 湖南衛視2022-2023跨年晚會                  | 長沙樂田智作馬欄山科技文創基地9號演播廳 | 與李承炫、高瀚宇、王霏霏演唱串燒《Stalker》、《Running》、《DOOOO》、《秘境》                                                                                |
| 2023年   |                                            |                                         | |
| 1月20日  | 喜氣洋洋合家歡—2023東西南北賀新春          | 中央廣播電視總台                        | 與汪東城演唱《一起紅火火》 |
| 1月22日  | 2023湖南衛視全球華僑華人春晚               | 湖南衛視                                | 與陳立農、尤長靖、鄭乃馨演唱《爆竹聲中一歲除》 |
| 1月23日  | 2023春節戲曲晚會                           | 中央廣播電視總台                        | 與周恩旭、潘寧靜、劉帥毅、韓夢莎、尚雯婕、梁漢文、黃聖依、黃齡、張睿、劉洋洋演唱《拿手好戲》                                                                 |
| 1月24日  | 奮進新征程—2023中國網絡視聽年度盛典        | 芒果TV                                  | 與王心凌、王霏霏、高瀚宇、周柏豪、李響演唱《萬里長城》 |
| 7月23日  | 第二十四屆全球華語榜中榜                   | 星空衛視                                | 演唱《HEAT》 |
| 8月12日  | Calvin Klein引力之夜                       | 上海                                    | 演唱《Shaking Island》、《姐不會先出手》、《HEAT》 |
| 8月17日  | 央視夏日歌會                               | 中央廣播電視總台                        | 演唱《蘭花草》、《Da Di Da》 |
| 8月18日  | 央視818晚會                                | 中央廣播電視總台                        | 演唱《極·智》 |
| 8月19日  | 心動街區·成都鐵像寺水街                    | 四川成都                                | 演唱《Blabla》、《ALICE》、《姐不會先出手》 |
| 9月16日  | 第二屆湖南旅游發展大會開幕式               | 湖南衛視                                | 與汪東城演唱《畫卷》 |
| 9月21日  | 一汽大眾央廣921成都演唱會                  | 四川雙流體育中心體育場                  | 演唱《Blabla》、《美了沒》、《李扯火》 |
| 11月8日  | 人民日報夢想音樂會                         | 人民日報客戶端                          | 演唱《美了沒》 |
| 11月10日 | 湖南衛視雙11驚喜夜                         | 芒果TV                                  | 與芝芙、王霏霏、张含韵演唱《眉飛色舞》 |
| 11月11日 | 芒果駟馬難追建群大會                       | 湖南長沙                                | 與高瀚宇演唱《朋友》 |
| 12月16日 | 動感20周年音樂盛典                         | 芒果TV                                  | 與王霏霏演唱《Ring Ring Ring》及舞蹈表演《來電》 |
| 12月25日 | 2023年中國(四川)首届民族音樂周             | 四川西昌金鷹大劇院                      | 演場《蘭花草》、與王傳越演唱《可愛的一朵玫瑰花》 |
| 12月31日 | 湖南衛視2023-2024跨年晚會                  | 海口五源河體育場                        | 與金晨、袁詠琳、陳冰合作演唱中文版《Queencard》 |
| 12月31日 | 2024跨年晚會                               | 中央廣播電視總台                        | 與孟佳舞蹈表演《心花路放》 |
| 2024年   |                                            |                                         | |
| 2月1日   | 2024湖南芒果超媒年會                       | 湖南長沙                                | 與張禕禕演唱《勇氣大爆發》 |
| 2月5日   | “經典之夜”年度盛典                         | 中央廣播電視總台                        | 與鍾鎮濤演唱《滄海一聲笑》 |
| 2月5日   | 2024抖音華彩傳承晚會                       | 抖音                                    | 舞蹈表演《假如古人有抖音》 |
| 2月8日   | 2024春節聯歡晚會                           | 遼寧衛視                                | 與鄭愷、白舉綱演唱《今夜向北方》 |
| 2月10日  | 百花迎春——中國文學藝術界2024春節大聯歡     | 江蘇衛視                                | 與井朧、希林娜依·高、王琳凱演唱《驍》 |
| 2月11日  | 2024春節戲曲晚會                           | 中央廣播電視總台                        | 與王祖藍演唱《巴適得板》 |
| 2月24日  | 2024元宵晚會                               | 湖南衛視                                | 與范湉湉、張藝凡演唱《2024無憂無慮》 |
| 5月1日   | 五一晚會                                   | 中央廣播電視總台                        | 與符龍飛演唱《向著陽光走》 |
| 6月17日  | 湖南衛視京東618開心夜                      | 湖南衛視                                | 與張遠演唱《月光閃》 |
| 6月29日  | 動感地帶芒果卡“無限X”巡回演唱會 濟南站     | 芒果TV                                  | 演唱《蘭花草》、《ALICE》 |
| 9月8日   | 酸酸乳20周年·酸甜之夜                      | 湖南衛視                                | 與早安演唱《上九天》、《山河圖》 |
| 9月24日  | 第三届湖南旅游發展大會                     | 湖南衡陽                                | 演唱《華夏》 |
| 10月3日  | 2024天津國慶民園音樂live                   | 天津民園廣場                            | 演唱《李扯火》、《ALICE》、《十面埋伏》 |
| 11月4日  | 2024費加羅風尚盛典                         | 北京                                    | 演唱《ALICE》、《HEAT》 |
| 11月12日 | 芒果生態擴圈大會                           | 湖南長沙                                | 演唱《無法原諒》、與何潔、尚雯婕、張含韻、李霄云合作演唱《去有風的地方》                                                                                     |

## 写真作品
- 2012年4月1日 快女写真集《青春映乐:快乐女声12强写真纪事》 （人民邮电出版社出版）

## 獎項
| 頒獎典禮                                   | 獎項                   | 作品          | 結果 | 備註 |
| 2013年                                     |                        |               |      |      |
| QQ音樂撲通心動表彰大會Boom Boom Award 2020 | 最A最颯姐              | 不適用        | 獲獎 |      |
| 2016年                                     |                        |               |      |      |
| 騰訊應用寶星APP之夜                        | 最具突破女歌手獎       | 《Sdany Lee》 | 獲獎 |      |
| 2017年                                     |                        |               |      |      |
| 唱吧年度盛典                               | 年度最具舞台表現力藝人 | 不適用        | 獲獎 |      |
| 酷狗繁星音樂盛典                           | 年度最具舞台表現力藝人 | 不適用        | 獲獎 |      |
| 花椒之夜                                   | 年度飛躍女歌手         | 《Animal》    | 獲獎 |      |
| 2018年                                     |                        |               |      |      |
| 2018年度流行金曲排行榜                     | 最佳唱跳歌手           | 不適用        | 獲獎 |      |
| 2020鳳凰網時尚之選年度                     | 年度時尚熱力歌手       | 不適用        | 獲獎 |      |
| 2021年                                     |                        |               |      |      |
| 2020微博之夜                               | 年度進取藝人           | 不適用        | 獲獎 |      |
| 2023年                                     |                        |               |      |      |
| 2022微博音樂盛典                           | 年度品質歌手           | 不適用        | 獲獎 |      |
| 第十一屆搜狐時尚盛典                       | 年度綜藝藝人           | 不適用        | 獲獎 |      |
| 2022微博之夜                               | 年度飛躍音樂人         | 不適用        | 獲獎 |      |
| 第二十四屆全球華語榜中榜                   | Channel [V]最佳女歌手  | 不適用        | 獲獎 |      |
| 2024年                                     |                        |               |      |      |
| 2024費加羅風尚盛典                         | 質感音樂人獎           | 不適用        | 獲獎 |      |